# José Olegario Gatti
José Olegario Gatti (fl. XX secolo) è stato un calciatore argentino, di ruolo attaccante.

## Caratteristiche tecniche
Giocava come interno destro e come centravanti.

## Carriera

### Club
Gatti iniziò a giocare nell'Argentinos Juniors alla fine degli anni 1910. Divenne titolare del club durante gli anni 1920, e in quel periodo giocò con frequenza: nella Copa Campeonato 1926 mise a referto 15 presenze, con 6 gol; nel campionato 1927 assommò 31 presenze e 13 reti, mentre nel 1928 giocò 34 gare, segnando 9 gol. Durante il Concurso Estímulo 1929 scese in campo 6 volte, riuscendo a realizzare 2 marcature: il 13 ottobre 1929, durante l'incontro tra Independiente e Argentinos, aggredì l'arbitro Eduardo Forte, colpendolo con un pugno, venendo conseguentemente espulso. Nel 1931 debuttò nel calcio professionistico argentino, prendendo parte alla Primera División organizzata dalla Liga Argentina de Football. In quel torneo fu il miglior realizzatore della propria squadra, con 16 reti in 22 gare.